# Euphrasia cuneata
Euphrasia cuneata là loài thực vật có hoa thuộc họ Cỏ chổi. Loài này được G.Forst. mô tả khoa học đầu tiên năm 1786.